# John Joseph Carty
John Joseph Carty (Cambridge (Massachusetts), 14 de abril de 1861 — 27 de dezembro de 1932) foi um engenheiro eletricista estadunidense.
Foi um dos maiores contribuidores para o desenvolvimento de postes para linhas telefônicas e tecnologias relacionadas. Quando engenheiro chefe da AT&T, seu trabalho foi fundamental no desenvolvimento da primeira linha telefônica transcontinental.
Recebeu a Medalha Franklin em 1916 e a Medalha Edison IEEE em 1917.